# Mineral City (Ohio)
Mineral City es una villa ubicada en el condado de Tuscarawas en el estado estadounidense de Ohio. En el Censo de 2010 tenía una población de 727 habitantes y una densidad poblacional de 343,15 personas por km².

## Geografía
Mineral City se encuentra ubicada en las coordenadas 40°36′6″N 81°21′39″O / 40.60167, -81.36083. Según la Oficina del Censo de los Estados Unidos, Mineral City tiene una superficie total de 2.12 km², de la cual 2.12 km² corresponden a tierra firme y (0%) 0 km² es agua.

## Demografía
Según el censo de 2010, había 727 personas residiendo en Mineral City. La densidad de población era de 343,15 hab./km². De los 727 habitantes, Mineral City estaba compuesto por el 95.46% blancos, el 1.79% eran afroamericanos, el 0.14% eran amerindios, el 0.96% eran asiáticos, el 0.14% eran isleños del Pacífico, el 0% eran de otras razas y el 1.51% pertenecían a dos o más razas. Del total de la población el 0.69% eran hispanos o latinos de cualquier raza.